# Cassago Brianza
Cassago Brianza – miejscowość i gmina we Włoszech, w regionie Lombardia, w prowincji Lecco.
Według danych na rok 2004 gminę zamieszkiwało 4067 osób, 1355,7 os./km².